# Llullaillaco
A Llullaillaco egy rétegvulkán az Andokban, Argentína (Salta tartomány) és Chile határán. Ez a negyedik legnagyobb vulkán és a második legnagyobb aktív vulkán a világon. Csak az Ojos del Salado magasabb. A Llullaillaco ezenkívül a nyugati félteke hatodik legmagasabb hegye.
A Llullaillaco a hagyományos Puna de Atacama vulkán vonalat követi. Nagy törmelékmező veszi körül, csúcsát a nagy szárazság ellenére állandóan hó borítja. A név jelentése (ajmara nyelven) forró víz: lloclla – forró és yacu – víz. Más források szerint a név a kecsua lullac (terül) és yacu (víz) szavakból jön. A hegyet először az inkák mászták meg, sokkal korábban, mint ahogy Kolumbusz felfedezte Amerikát.

## Mászási útvonalak
Több mászási útvonal van a hegyen, amelyek nem igényelnek különleges technikát, bár a nagy magasság nehézségeket okoz és egyedül ez veszélyes tényezőnek számít. Kapaszkodók szükségesek a nagy hó- és jégmezőkön való áthaladáshoz.
A terület egy részén taposóaknák vannak, amelyeket még az 1978-1982-es argentin-chilei háború idején telepítettek. Feltétlenül szükséges egy tapasztalt helyi vezető.

## Történet

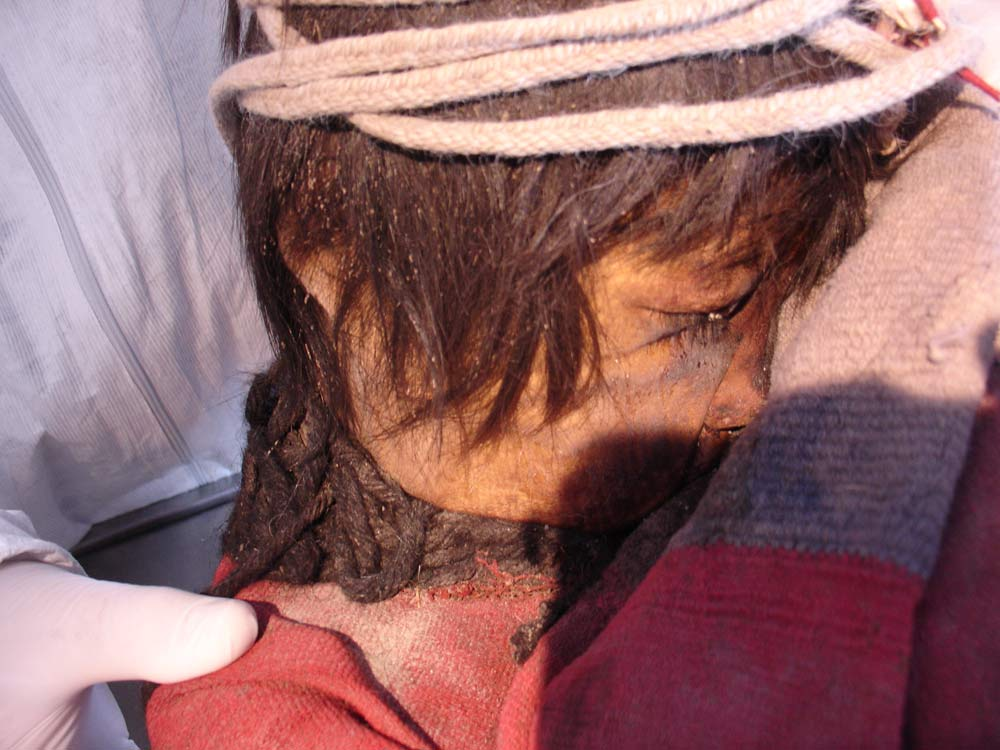
Múmiák a Llullaillacón

1999-ben a Llullaillaco hegycsúcsa közelében egy argentin-perui antropológiai expedíció három inka gyermek tökéletesen tartósodott maradványait találta meg, akiket kb. 500 éve áldoztak fel.

## Geológia
Két nagyobb fejlődési szakasz különböztethető meg a vulkán történetében: a Llullaillaco I az ősi elsődleges vulkán a pleisztocénből. Két nagyon erodálódott kúp a hozzá tartozó lávafolyással, 20 km szélességgel és amely főleg nyugaton helyezkedik el, a legfontosabb bizonyíték ennek létezésére.
Erre helyezkedve egy jól megmaradt építmény van, amelyet Llullaillaco II-nek neveznek, és amely a történelmi időben még aktív volt. Sok holocén lávafolyást tulajdonítanak ehhez a fázishoz, a két legfontosabb északi és déli irányú.
1854-ben, 1868-ban és 1877-ben jelentettek kitörést, amelynek során keletkezett valószínűleg a terület legfiatalabb lávafolyása, amelyet könnyű felismerni sötét színe miatt.

## Külső hivatkozások
- Rövid geológiai és geokémiai leírás, műholdfelvételekkel